# Alpské lyžování na Zimních olympijských hrách 2018 – superobří slalom ženy
Superobří slalom žen na Zimních olympijských hrách 2018 se konal v sobotu 17. února 2018 jako třetí ženský závod v alpském lyžování jihokorejské olympiády na sjezdovce lyžařského střediska Čongson, ležícího v okresu Pchjongčchang. Zahájení proběhlo ve 12.00 hodin místního času, po hodinovém odkladu pro vítr v horní části tratě. Do závodu nastoupilo 45 sjezdařek z 24 států.
Obhájkyní zlata byla rakouská mistryně světa ze superobřího slalomu Anna Veithová, která skončila druhá. Úřadující světová šampionka z této disciplíny, Rakušanka Nicole Schmidhoferová, dojela na osmnácté pozici.

## Medailistky
Olympijskou vítězkou se stala 22letá světová šampionka ve snowboardingu Ester Ledecká, která jako první český alpský lyžař vyhrála závod pod pěti kruhy. V Pchjongčchangu se také stala prvním lyžařem v historii, který na olympiádě startoval v lyžařské i snowboardové disciplíně. V předchozí kariéře odjela v superobřím slalomu Světového poháru pouze devět závodů s maximem 19. místa. Na trať vstoupila s vysokým startovním číslem 26 a o jednu setinu sekundy překvapivě zajela rychlejší čas než rakouská obhájkyně titulu Anna Veithová, která již při průběžném vedení přijala v dojezdovém prostoru gratulaci od předsedy Mezinárodního olympijského výboru Thomase Bacha. 28letá Rakušanka vybojovala třetí olympijskou medaili.
Bronzový a první olympijský kov si odvezla 28letá Lichtenštejnka Tina Weiratherová se ztrátou deseti setin sekundy na stříbro, když do závodu vstupovala jako úřadující vicemistryně světa v superobřím slalomu ze Svatého Mořice 2017.
Před startem Ledecké byl přitom již na Twitteru příspěvek s Weiratherovou ve spojení se stříbrnou medailí. Americká televizní stanice NBC vyhlásila Veithovou jako vítězku a změnila přenos na krasobruslení. Eurosport pak výkon české lyžařky zhodnotil jako největší výkyv v historii zimních olympijských her. Ledecká olympijské zlato komentovala slovy: „To snad není možné! Když jsem projela cílem a viděla to, říkala jsem si, že to musí být nějaká chyba. Změní ten čas ještě? Nebo jsem minula branku?“
| Superobří slalom ženy |               |                   |
| Zlato                 | Stříbro       | Bronz             |
|                       |               |                   |
| Ester Ledecká         | Anna Veithová | Tina Weiratherová |
| Česko                 | Rakousko      | Lichtenštejnsko   |

## Výsledky
| P | SČ | závodnice                  | stát                   | čas     | ztráta |
| --- | -- | -------------------------- | ---------------------- | ------- | ------ |
| Zlatá medaile | 26 | Ester Ledecká              | Česko                  | 1:21,11 | —      |
| Stříbrná medaile | 15 | Anna Veithová              | Rakousko               | 1:21,12 | +0,01  |
| Bronzová medaile | 7  | Tina Weiratherová          | Lichtenštejnsko        | 1:21,22 | +0,11  |
| 4. | 5  | Lara Gutová                | Švýcarsko              | 1:21,23 | +0,12  |
| 5. | 3  | Johanna Schnarfová         | Itálie                 | 1:21,27 | +0,16  |
| 6. | 11 | Federica Brignoneová       | Itálie                 | 1:21,49 | +0,38  |
| 6. | 1  | Lindsey Vonnová            | Spojené státy americké | 1:21,49 | +0,38  |
| 8. | 19 | Cornelia Hütterová         | Rakousko               | 1:21,54 | +0,43  |
| 9. | 16 | Michelle Gisinová          | Švýcarsko              | 1:21,57 | +0,46  |
| 10. | 14 | Viktoria Rebensburgová     | Německo                | 1:21,62 | +0,51  |
| 11. | 13 | Sofia Goggiaová            | Itálie                 | 1:21,65 | +0,54  |
| 12. | 4  | Nadia Fanchiniová          | Itálie                 | 1:21,88 | +0,77  |
| 13. | 17 | Ragnhild Mowinckelová      | Norsko                 | 1:22,00 | +0,89  |
| 14. | 28 | Breezy Johnsonová          | Spojené státy americké | 1:22,14 | +1,03  |
| 15. | 12 | Laurenne Rossová           | Spojené státy americké | 1:22,17 | +1,06  |
| 16. | 27 | Alice McKennisová          | Spojené státy americké | 1:22,20 | +1,09  |
| 17. | 6  | Corinne Suterová           | Švýcarsko              | 1:22,24 | +1,13  |
| 18. | 9  | Nicole Schmidhoferová      | Rakousko               | 1:22,30 | +1,19  |
| 19. | 20 | Romane Miradoliová         | Francie                | 1:22,36 | +1,25  |
| 20. | 22 | Jennifer Piotová           | Francie                | 1:22,38 | +1,27  |
| 21. | 18 | Tamara Tipplerová          | Rakousko               | 1:22,50 | +1,39  |
| 22. | 10 | Tiffany Gauthierová        | Francie                | 1:22,56 | +1,45  |
| 23. | 23 | Valérie Grenierová         | Kanada                 | 1:22,77 | +1,66  |
| 24. | 25 | Lisa Hörnbladová           | Švédsko                | 1:22,79 | +1,68  |
| 25. | 30 | Maruša Ferková             | Slovinsko              | 1:23,18 | +2,07  |
| 26. | 33 | Maryna Gąsienica-Danielová | Polsko                 | 1:23,21 | +2,10  |
| 27. | 8  | Jasmine Fluryová           | Švýcarsko              | 1:23,30 | +2,19  |
| 28. | 2  | Tessa Worleyová            | Francie                | 1:23,54 | +2,43  |
| 29. | 24 | Candace Crawfordová        | Kanada                 | 1:23,69 | +2,58  |
| 30. | 32 | Alexandra Colettiová       | Monako                 | 1:24,01 | +2,90  |
| 31. | 35 | Greta Smallová             | Austrálie              | 1:24,09 | +2,98  |
| 32. | 31 | Petra Vlhová               | Slovensko              | 1:24,26 | +3,15  |
| 33. | 36 | Kateřina Pauláthová        | Česko                  | 1:24,48 | +3,37  |
| 34. | 38 | Tina Robniková             | Slovinsko              | 1:24,49 | +3,38  |
| 35. | 34 | Barbara Kantorová          | Slovensko              | 1:25,30 | +4,19  |
| 36. | 43 | Ania Monica Caillová       | Rumunsko               | 1:25,74 | +4,63  |
| 37. | 29 | Roni Remmeová              | Kanada                 | 1:25,90 | +4,79  |
| 38. | 41 | Sabrina Simaderová         | Keňa                   | 1:26,25 | +5,14  |
| 39. | 37 | Noelle Barahonová          | Chile                  | 1:27,16 | +6,05  |
| 40. | 40 | Kim Vanreuselová           | Belgie                 | 1:27,60 | +6,49  |
| 41. | 39 | Sarah Schleperová          | Mexiko                 | 1:27,93 | +6,82  |
| 42. | 42 | Elvedina Muzaferijová      | Bosna a Hercegovina    | 1:27,97 | +6,86  |
| 43. | 45 | Olha Knyšová               | Ukrajina               | 1:30,60 | +9,49  |
| | 21 | Kira Weidleová             | Německo                | DNF     | +9,98  |
| | 44 | Maria Škanovová            | Bělorusko              | DNS     | +9,99  |
| P – pořadí, SČ – startovní číslo, DNS – závodnice nenastoupila na start, DNF – nedojela do cíle, DSQ – diskvalifikována. |    |                            |                        |         |        |
| Závod odstartoval ve 12.00 hodin (UTC+9).                                                                                |    |                            |                        |         |        |